# 本德·維斯伯格
本德·維斯伯格（Bernd Wiesberger，1985年10月8日—）是奧地利的一位高爾夫球運動員，他參加高爾夫歐巡賽的賽事。

## 外部連結
- 官方网站
- 本德·維斯伯格在歐洲巡迴賽官方網站
- 本德·維斯伯格在男子高爾夫世界排名的官方網站